# County Antrim

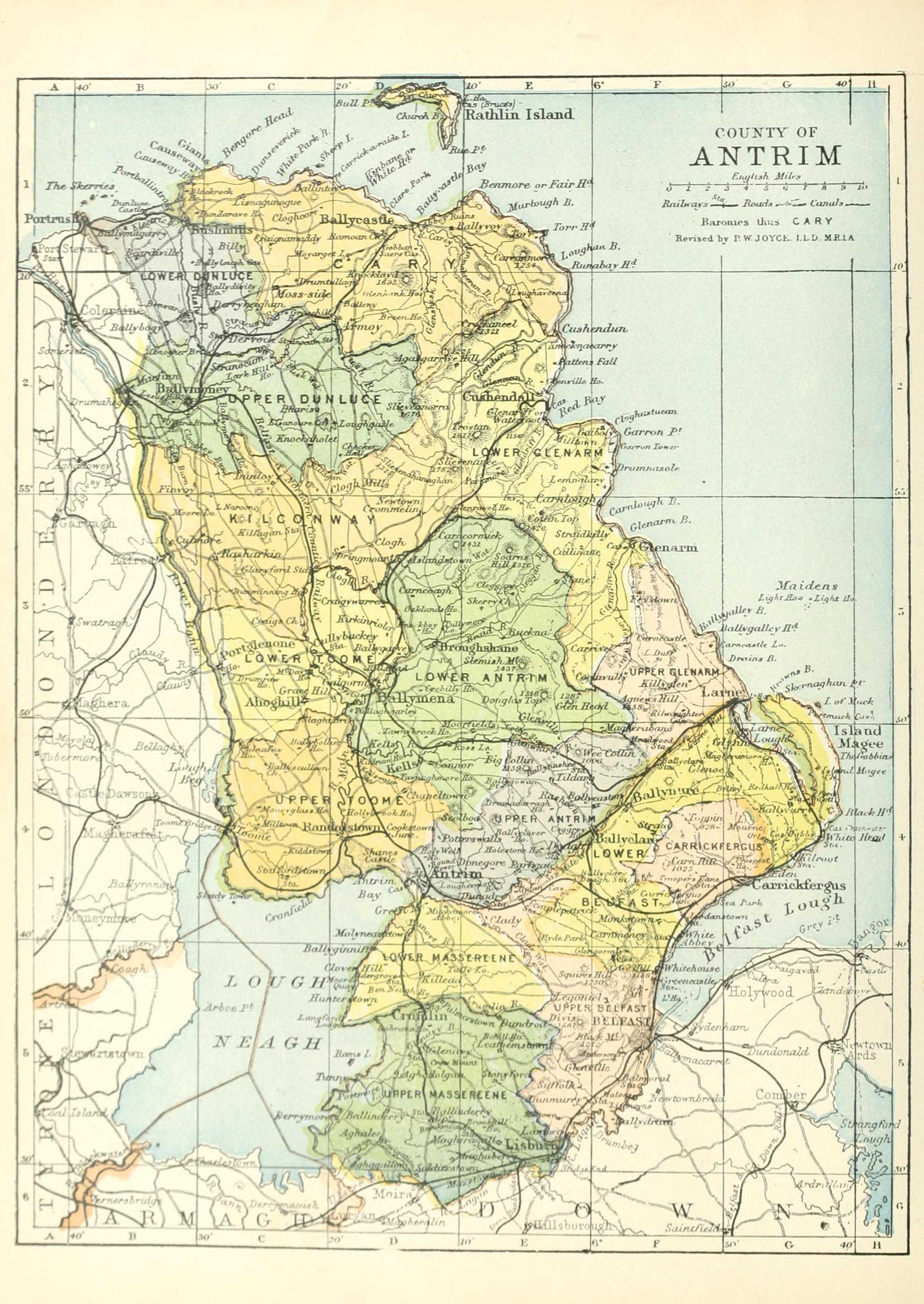
Traditionelle Gliederung des County Antrim in Baronies

Antrim (irisch: Aontroim) ist eine der sechs historischen Grafschaften (counties) Nordirlands.

## Geographie
Die Grafschaft liegt zwischen Lough Neagh, dem Fluss Bann und der Küste der Irischen See, dem North Channel. Den größten Teil der Grafschaft nehmen die Antrim Mountains im Nordwesten ein. Auch die östliche Hälfte des großen Sees Lough Neagh gehört zur Grafschaft.

## Geschichte
Der Norden der Grafschaft gehörte seit dem 5. Jahrhundert zum Königreich Dalriada. Anfang des 9. Jahrhunderts eroberten die Wikinger einen Teil des Gebiets, der verbliebene irische Teil bildete mit dem heutigen County Down das Königreich Ulidia (oder Ulaidh). Nach der Eroberung durch die Anglonormannen im 12. Jahrhundert bestand dieses als Grafschaft Ulster weiter. Die englische Oberhoheit schwächte sich im Laufe der Zeit immer mehr ab, bis sie im 17. Jahrhundert durch Oliver Cromwell erneuert wurde. Die Grafschaft wurde gebildet und das Land an englische Grundbesitzer verteilt.

## Wirtschaft
Die Wirtschaft konzentriert sich auf das Einzugsgebiet von Belfast, das bis Antrim hinaufreicht. Das übrige Land ist stark landwirtschaftlich geprägt mit Schaf- und Rinderzucht.
Wirtschaftlich von Bedeutung ist der Ort Bushmills, in dem mit Old Bushmills eine der bekanntesten und ältesten Whiskeybrennereien des Landes ansässig ist. Dort werden zahlreiche, teils hochwertige Whiskeysorten produziert.

## Städte

Ballycastle

| - Antrim - Ballycastle - Ballyclare - Ballymena - Ballymoney - Belfast | - Carrickfergus - Larne - Lisburn - Newtownabbey - Portrush |

## Bedeutende Sehenswürdigkeiten
- Dunluce Castle

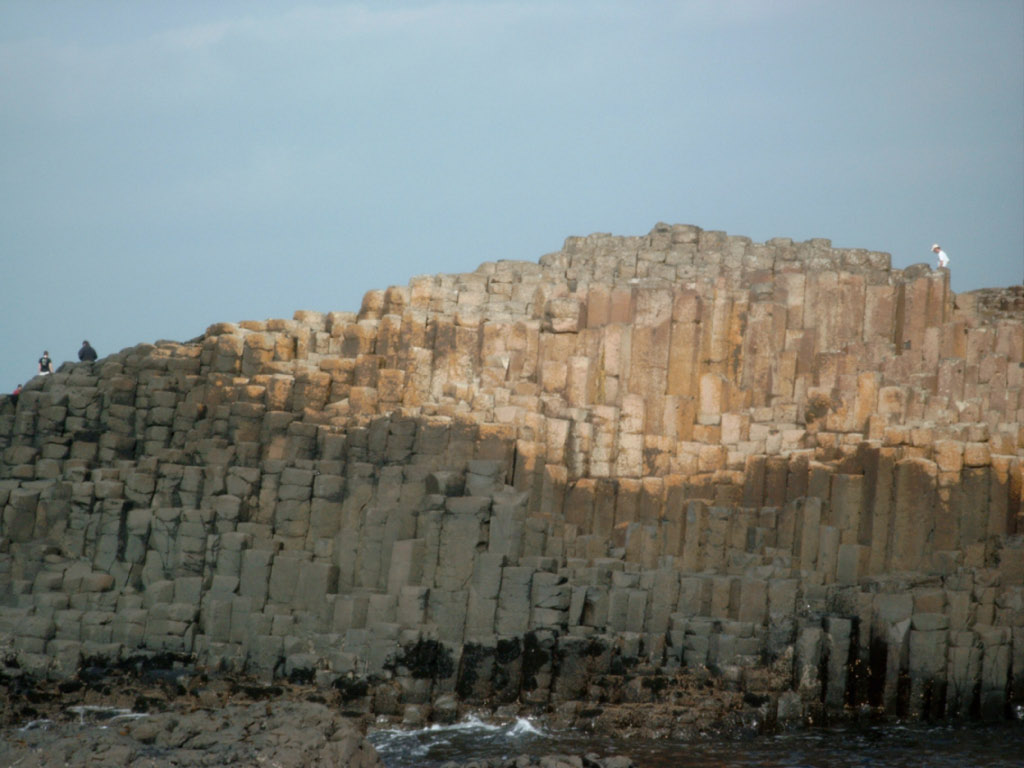
Giants Causeway

- Giant’s Causeway (UNESCO-Welterbe)
- Gracehill, Siedlung der Herrnhuter Brüdergemeine (UNESCO-Welterbe)
- Dunseverick Castle
- Olderfleet Castle
- Dark Hedges Buchenallee